# Irina Florin
Irina Florin es una conocida cantante pop y diseñadora búlgara, de amplia trayectoria y varios discos a sus espaldas.

## Biografía
Irina Florin nació en febrero de 1968 en el pueblo de Gigen. Durante su niñez, se mudó con sus padres a la cercana ciudad de Pleven, desde entonces, Irina desarrolló dos aficiones muy diferentes, la gimnasia rítmica y la música. Tras un periodo en el cual estuvo formándose como gimnasta en una escuela rusa de expresión corporal, decidió dedicarse profesionalmente a la música, por lo que se matriculó en el conservatorio de la ciudad de Pleven.
Al llegar a la edad universitaria, Irina decide compaginar sus prácticas musicales con la carrera de medicina, para cuyo estudio se desplaza a Sofía, la capital búlgara, donde conoce a muchas estudiantes también vinculadas al mundo del espectáculo. Allí comienza a conocer y a trabajar con muchos productores musicales con los que colaboró para la creación de su primer álbum, lanzado en 1989 y del segundo, publicado año y medio después, aunque ambos, no tuvieron un éxito rotundo.
En 1994, aparece el tercer álbum de Irina Florin, y el primer disco exitoso de su carrera, gracias a su estilo ecléctico que combina el New age con la música Pop. Desde este año, la carrera de la cantante comenzó una etapa de repentino auge, pues, cada álbum que fue publicado desde entonces, alcanzaba un éxito cada vez mayor.
El disco más exitoso de la carrera de Irina Florin, es Moga, publicado en 1999, que alcanzó la categoría de disco de platino. Los álbumes publicados posteriormente, alcanzaron un éxito similar, lo cual hoy en día la convierte en una de las cantantes de Pop, más reconocidas de Bulgaria.
Su carrera como diseñadora de moda, también es muy reconocida, no solo en Bulgaria, sino también en los vecinos países de los Balcanes. Sus creaciones, sin embargo, siempre han sido, y siguen siendo bastante polémicas ya que muchas de sus propuestas han sido calificadas en repetidas ocasiones, de rompedoras y provocadoras, aunque no han dejado a nadie indiferente.
El próximo álbum de Irina Florín aparecerá en el 2009, después de seis años de silencio musical dedica en lleno al diseño.

## Discografía
- Televizonna nedelja 1989
- Krajat na načaloto 1990
- Stâlken svjat 1994
- Cvjat lilav 1996
- Moga 1999
- V treto lice 2001
- Druga 2003
- Bezplâtna 2010

### Ediciones especiales
- Cvjat lilav stâlken svjat 1997
- Druga (Special edition) 2004

### Singles
- Patuvane 1998
- Kod ljubov zaličen